# Halipeurus bulweriae
Halipeurus bulweriae är en insektsart som beskrevs av Günter Timmermann 1960. Halipeurus bulweriae ingår i släktet Halipeurus och familjen fjäderlöss. Inga underarter finns listade i Catalogue of Life.